# Спецназ: В облозі
«Спецназ: В облозі» (англ. S.W.A.T.: Under Siege) — американський бойовик режисера Тоні Джильо (англ. Tony Giglio), що вийшов у форматі «direct-to-video» 1 серпня 2017 року. Третя частина серії фільмів «SWAT», знятих за мотивами телесеріалу 1975 року.
Під час спецоперації загін Тревіса Голла захоплює чоловіка з татуюванням скорпіона. Виявляється, що злочинці готові піти на будь-що, аби відбити невідомого в поліції.

## Акторський склад
- Сем Джегер — Тревіс Голл
- Едріанн Палікі — Еллен Дваєр
- Майкл Джей Вайт — «Скорпіон»
- Метью Марсден — Ларс
- Кіра Загорскі — Софія Гутьєррес
- Тай Олссон — Ворд
- Олівія Чен — Чу
- Гарвін Кросс — Вейр (Вір), агент відділу боротьби з наркотиками
- Заф Пару — Гукс
- Арен Бухгольц — Йорк
- Ліза Чандлер — «Фенікс»
- Майк Допуд — Франклін
- Монік Ґандертон — Сімона
- Кріс Готьє — Елсон
- Марсі Гаус — Анджела Джефферсон
- Паскаль Гаттон — Карлі
- Омарі Ньютон — Бенсон
- Лео Рейн — Дієго